# Lilla Kedjen
Lilla Kedjen är en sjö i Skinnskattebergs kommun i Västmanland och ingår i Norrströms huvudavrinningsområde. Sjön är 3,1 meter djup, har en yta på 1,78 kvadratkilometer och är belägen 93 meter över havet. Sjön avvattnas av vattendraget Gisslarboån. Vid provfiske har bland annat abborre, braxen, gers och gös fångats i sjön.

## Delavrinningsområde
Lilla Kedjen ingår i det delavrinningsområde (663403-150441) som SMHI kallar för Utloppet av Lilla Kedjen. Medelhöjden är 99 meter över havet och ytan är 7,31 kvadratkilometer. Räknas de 8 avrinningsområdena uppströms in blir den ackumulerade arean 120,7 kvadratkilometer. Gisslarboån som avvattnar avrinningsområdet har biflödesordning 4, vilket innebär att vattnet flödar genom totalt 4 vattendrag innan det når havet efter 193 kilometer. Avrinningsområdet består mestadels av skog (63 procent). Avrinningsområdet har 1,78 kvadratkilometer vattenytor vilket ger det en sjöprocent på 24,3 procent.

## Fisk
Vid provfiske har följande fisk fångats i sjön:
- Abborre
- Braxen
- Gärs
- Gös
- Löja
- Mört
- Sarv
- Sutare